# О квантовотеоретическом истолковании кинематических и механических соотношений
«О квантовотеоретическом истолковании кинематических и механических соотношений» (нем. Über quantentheoretische Umdeutung kinematischer und mechanischer Beziehungen) — написанная Вернером Гейзенбергом статья, которая появилась в Zeitschrift für Physik в сентябре 1925 года и заложила основу квантовой механики. Статья поступила в редакцию 29 июля 1925 года — этот день может считаться днём рождения современной квантовой теории.
Выздоравливая от сенной лихорадки на острове Гельголанд, Гейзенберг работал над статьёй, состоя в переписке по этому поводу с Вольфгангом Паули. Когда его спросили, что он думает о рукописи, Паули ответил положительно, но Гейзенберг сказал, что он всё ещё «очень не уверен в этом». В июле 1925 года он отправил рукопись Максу Борну для рецензирования и принятия решения о её публикации.
В статье Гейзенберг попытался объяснить уровни энергии одномерного ангармонического осциллятора, избегая представлений о ненаблюдаемых электронных орбитах, используя наблюдаемые величины, такие как вероятности перехода для «квантовых скачков», что потребовало использования двух индексов, соответствующих начальному и конечному состояниям.
Также в работе появился коммутатор Гейзенберга, его закон умножения, необходимый для описания определённых свойств атомов, посредством чего произведение двух физических величин не коммутирует. Следовательно, PQ будет отличаться от QP, где, например, P — это импульс электрона, а Q — его координата. Поль Дирак, получивший корректурный экземпляр статьи в августе 1925 года, понял, что закон коммутативности не имел законченного вида и создал алгебраическое выражение тех же результатов в более логической форме.

## Содержание

### Квантовая кинематика
Абстракт статьи формулирует главную цель статьи

В этой работе делается попытка получить основы квантовотеоретической механики, которые базируются исключительно на соотношениях между принципиально наблюдаемыми величинами.

В качестве «ненаблюдаемых» величин, которые использовались в старой квантовой теории: координаты и период обращения электрона. Соответственно наблюдаемыми были величины доступные в эксперименте: энергии боровских орбит {\displaystyle W(n)}, и частоты переходов:

| {\displaystyle \omega (n,n-\alpha )={\frac {1}{\hbar }}\left[W(n)-W(n-\alpha )\right]\,,} | \| \| \| \| \| \| \| \| | (Ур. 1.1) |
|                                                                                           |                         |           |
|                                                                                           |                         |           |
где n — натуральное число, обозначающее первоначальный энергетический уровень, а новый уровень обозначается индексом n-α. Вместо обычной кинематики, то есть поиска траектории электрона x(t), Гейзенберг предложил рассматривать вероятности перехода между стационарными боровскими орбитами. Траекторию для электрона (рассматривается одномерная задача) находящемся на уровне n с фундаментальной частотой ω(n) можно представить в виде ряда Фурье:

| {\displaystyle x(n,t)=\sum _{-\infty }^{\infty }X_{\alpha }(n)\exp ^{i\omega (n)\alpha t}\,.} | \| \| \| \| \| \| \| \| | (Ур. 1.2) |
|                                                                                               |                         |           |
|                                                                                               |                         |           |
Мощность излучения α-гармоники можно взять из формулы Лармора для классического ускоренного электрона, который движется в параболическом потенциале

| {\displaystyle -\left({\frac {dE}{dt}}\right)_{\alpha }={\frac {e^{2}}{3\pi \varepsilon _{0}c^{3}}}[\omega (n)\alpha ]^{4}\|X_{\alpha }(n)\|^{2}\,,} | \| \| \| \| \| \| \| \| | (Ур. 1.3) |
| |                         |           |
| |                         |           |
где e — заряд электрона, c — скорость света. Классическую формулу Гейзенберг переписывает, чтобы согласовать с квантовыми величинами ω(n)α заменяется выражением ур. 1.1, для фурье-компоненты Xα(n) — X(n,n-α). Правая часть ур. 1.3 заменяется произведением энергии и вероятности перехода

| {\displaystyle P(n,n-\alpha )={\frac {e^{2}}{3\pi \varepsilon _{0}\hbar c^{3}}}[\omega (n,n-\alpha )]^{4}\|X(n,n-\alpha )\|^{2}\,,} | \| \| \| \| \| \| \| \| | (Ур. 1.4) |
| |                         |           |
| |                         |           |
Амплитуду перехода X(n,n-α) Гейзенберг также относит к наблюдаемой величине. Эта величина описывает только один переход, а для полной вероятности перехода нужно рассмотреть все величины {\displaystyle X(n,n-\alpha )\exp[i\omega (n,n-\alpha )t]\,.} Дальше автор задаёт вопрос о представлении квадрата траектории частицы x(t)2, что оказывается произведением двух рядов Фурье ур. 1.2 для классической частицы:

| {\displaystyle [x(t)]^{2}=\sum _{\alpha }\sum _{\gamma }X_{\alpha }(n)X_{\gamma }(n)\mathrm {e} ^{i\omega (n)(\alpha +\gamma )t}\,} | \| \| \| \| \| \| \| \| | (Ур. 1.5) |
| |                         |           |
| |                         |           |
и после замены переменных {\displaystyle \beta =\alpha -\gamma }

| {\displaystyle [x(t)]^{2}=\sum _{\beta }Y_{\beta }(n)\mathrm {e} ^{i\omega (n)\beta t}\,,} | \| \| \| \| \| \| \| \| | (Ур. 1.6) |
|                                                                                            |                         |           |
|                                                                                            |                         |           |
где

| {\displaystyle Y_{\beta }(n)=\sum _{\alpha }X_{\alpha }(n)X_{\beta -\alpha }(n)\,.} | \| \| \| \| \| \| \| \| | (Ур. 1.7) |
|                                                                                     |                         |           |
|                                                                                     |                         |           |
Квантовым аналогом ур. 1.6 будет выражение вида {\displaystyle Y(n,n-\beta )\exp[i\omega (n,n-\beta )t]\,.} Комбинационный принцип Ритца используется для построения аналога ур. 1.7:

| {\displaystyle \omega (n,n-\alpha )+\omega (n-\alpha ,n-\beta )=\omega (n,n-\beta )\,.} | \| \| \| \| \| \| \| \| | (Ур. 1.8) |
|                                                                                         |                         |           |
|                                                                                         |                         |           |
из которого следует правило для умножения амплитут перехода

| {\displaystyle Y(n,n-\beta )=\sum _{\alpha }X(n,n-\alpha )X(n-\alpha ,n-\beta )\,.} | \| \| \| \| \| \| \| \| | (Ур. 1.9) |
|                                                                                     |                         |           |
|                                                                                     |                         |           |
Гейзенберг замечает, что произведение [x(t)]n получается аналогично, но рассмотрение произведений двух величин x(t)y(t) встречается с трудностью, поскольку в квантовой теории, в отличие от классической, выражение может отличаться от y(t)x(t), что он интерпретировал, как важную особенность квантовой кинематики.

### Квантовая динамика
Гейзенберг установил наблюдаемые величины для новой квантовой теории: амплитуды перехода и частоты. Переходя к рассмотрению динамики на примере одномерного гармонического осциллятора, решение которого в старой квантовой теории заключалось в интегрировании уравнений движения

| {\displaystyle {\ddot {x}}+f(x)=0\,} | \| \| \| \| \| \| \| \| | (Ур. 2.1) |
|                                      |                         |           |
|                                      |                         |           |
и получения квантовых условий для периодических движений

| {\displaystyle \oint pdq=\oint m{\dot {x}}^{2}dt\equiv J\,(=nh)\,,} | \| \| \| \| \| \| \| \| | (Ур. 2.2) |
|                                                                     |                         |           |
|                                                                     |                         |           |
где h — постоянная Планка. Для классического осциллятора, подставляя разложение координаты в виде ряда Фурье ур. 1.2 в ур. 2.1 можно получить рекуррентные соотношения для коэффициентов разложения. Используя ранее выведенные новые кинематические наблюдаемые величины можно получить аналогичные рекуррентные соотношения для определённого выражения f(x), что рассмотрено ниже. Для квантовых условий он использовал тот же классический ряд ур. 1.2, который приводит к выражению

| {\displaystyle \oint m{\dot {x}}^{2}dt=2\pi m\sum _{\alpha =-\infty }^{\infty }\|X_{\alpha }(n)\|^{2}\alpha ^{2}\omega (n)\,.} | \| \| \| \| \| \| \| \| | (Ур. 2.3) |
| |                         |           |
| |                         |           |
Приравнивая это выражение к nh и дифференцируя по h, Гейзенберг получает выражение

| {\displaystyle h=2\pi m\sum _{\alpha =-\infty }^{\infty }\alpha {\frac {d}{dn}}(\alpha \|X_{\alpha }(n)\|^{2}\omega (n))\,,} | \| \| \| \| \| \| \| \| | (Ур. 2.4) |
| |                         |           |
| |                         |           |
в котором величины Xα(n) определены с точность до константы. Это выражение можно записать в новых наблюдаемых величинах после использования правила соответствия Бора

| {\displaystyle h=4\pi m\sum _{\alpha =0}^{\infty }{\|X(n+\alpha ,n)\|^{2}\omega (n+\alpha ,n)-\|X(n,n-\alpha )\|^{2}\omega (n,n-\alpha )}\,,} | \| \| \| \| \| \| \| \| | (Ур. 2.5) |
| |                         |           |
| |                         |           |
которое представляет собой правило сумм Томаса — Куна. Теперь Гейзенберг решает систему ур. 2.1 и ур. 2.5 для конкретного вида силы {\displaystyle f(x)=\omega _{0}^{2}x+\lambda x^{2}\,,} который представляет собой одномерный ангармонический осциллятор.

### Решение для ангармонического осциллятора
Классическое уравнение движения для ангармонического осциллятора по предположению Гейзенберга также описывает и квантовую динамику

| {\displaystyle {\ddot {x}}+\omega _{0}^{2}x+\lambda x^{2}=0\,.} | \| \| \| \| \| \| \| \| | (Ур. 3.1) |
|                                                                 |                         |           |
|                                                                 |                         |           |
Это уравнение выражается в наблюдаемых величинах с использованием ур. 1.7 принимает вид

| {\displaystyle [\omega _{0}^{2}-\omega ^{2}(n,n-\alpha )]X(n,n-\alpha )+\lambda \sum _{\beta }X(n,n-\beta )X(n-\beta ,n-\alpha )=0\,.} | \| \| \| \| \| \| \| \| | (Ур. 3.2) |
| |                         |           |
| |                         |           |
Это выражение принимает рекуррентный вид для каждого значения α. Затем он строит теорию возмущений по малому параметру для ангармонического осциллятора, разлагая классическое решение ур. 3.1 в ряд:

| {\displaystyle x(t)=\lambda a_{0}+a_{1}\cos \omega t+\lambda a_{2}\cos 2\omega t+\lambda ^{2}a_{3}\cos 3\omega t+\dots +\lambda ^{\alpha -1}a_{\alpha }\cos \alpha \omega t+\dots \,.} | \| \| \| \| \| \| \| \| | (Ур. 3.3) |
| |                         |           |
| |                         |           |
коэффициенты которого также разлагаются в ряды по малому параметру

| {\displaystyle a_{0}=a_{0}^{(0)}+\lambda a_{0}^{(1)}+\lambda ^{2}a_{0}^{(2)}+\dots \,,} | \| \| \| \| \| \| \| \| | (Ур. 3.4) |
|                                                                                         |                         |           |
|                                                                                         |                         |           |

| {\displaystyle a_{1}=a_{1}^{(0)}+\lambda a_{1}^{(1)}+\lambda ^{2}a_{1}^{(2)}+\dots \,,} | \| \| \| \| \| \| \| \| | (Ур. 3.5) |
|                                                                                         |                         |           |
|                                                                                         |                         |           |
а также частоту

| {\displaystyle \omega =\omega _{0}+\lambda \omega ^{(1)}+\lambda ^{2}\omega ^{(2)}+\dots \,.} | \| \| \| \| \| \| \| \| | (Ур. 3.6) |
|                                                                                               |                         |           |
|                                                                                               |                         |           |
Поставляя ур. 3.3 в ур. 3.1 получается система уравнений для коэффициентов разложения. Для нахождения этих коэффициентов в первом порядке теории возмущений необходимо ограничиться только членами при первой степени λ. Используя аналогичный метод для квантовых наблюдаемых Гейзенберг приходит к квантовым уравниям на коэффициенты разложения и строит решения для них. В первом порядке

| {\displaystyle \omega ^{(0)}(n,n-\alpha )=\omega _{0}\,.} | \| \| \| \| \| \| \| \| | (Ур. 3.8) |
|                                                           |                         |           |
|                                                           |                         |           |

| {\displaystyle a^{(0)}(n,n-\alpha )=A_{\alpha }{\frac {\beta ^{\alpha }}{\omega _{0}^{2(\alpha -1)}}}{\sqrt {\frac {n!}{(n-\alpha )!}}}\,.} | \| \| \| \| \| \| \| \| | (Ур. 3.8) |
| |                         |           |
| |                         |           |
где {\displaystyle \beta ={\sqrt {h/\pi m\omega _{0}}}\,} и {\displaystyle A_{\alpha }} — численный коэффициент зависящий от α. Для энергии осциллятора он находит выражение в классическом случае

| {\displaystyle W=nh\omega _{0}/2\pi \,} | \| \| \| \| \| \| \| \| | (Ур. 3.9) |
|                                         |                         |           |
|                                         |                         |           |
и в квантовом случае

| {\displaystyle W=\left(n+{\frac {1}{2}}\right)h\omega _{0}/2\pi \,,} | \| \| \| \| \| \| \| \| | (Ур. 3.10) |
|                                                                      |                         |            |
|                                                                      |                         |            |
сравнивает результат вычислений во втором порядке теории возмущений по λ2, который согласуется с предыдущими вычислениями по старой теории.

## История
В первом письме к Паули 29 сентября 1922 года он рассматривает взаимодействие ангармонического классического осциллятора с излучением, но вводит затухание без объяснения его механизма. В письме к Р. Кронигу от 5 июня 1925 года Гейзенберг уже использует новую квантовую теорию для решения ангармонического осциллятора. Уже в этом письме он приводит эквивалент произведения классических гармоник
{\displaystyle b_{2}{\textrm {e}}^{2i\omega t}=(a_{1}{\textrm {e}}^{i\omega t})^{2}\,,}
в квантовых наблюдаемых величинах
{\displaystyle b(n,n-2)=a_{1}(n,n-1)a_{1}(n-1,n-2)\,.}
Это выражение эквивалентно произведению элементов матриц. Видимо Гейзенберг открыл его в июне.
В июне 1925 года Гейзенберг страдал сильным приступом сенной лихорадки, поэтому по совету врача переехал из Геттингена на остров Гельголанд, где отсутствовала цветущая растительность. Там его идеи о новой квантовой теории приняли завершённую форму. В письме 21 июня к Паули он записывает энергию квантового гармонического осциллятора, а в письме от 24 июня рассматривает ангармонический осциллятор более подробно, что позже появляется в его статье. 29 июня он удостоверился в правильность своего результата, а через десять дней закончил написание манускрипта и отослал статью Паули спросив его мнение.

## Оценки
Ван дер Варден выделяет следующие главные результаты статьи Гейзенберга:
1. классическая механика теряет свою применимость для атомных масштабов;
2. классическая механика должны быть предельным случает квантовой теории для больших квантовых чисел, в согласии с принципом соответствия;
3. удачным методом связать квантовую и классическую теорию следует считать замену дифференциалов в классических выражениях на конечные разности в квантовом случае;
4. основную проблему с пониманием механики при атомных размерах Гейзенберг видел не в отклонении от классических законах, а в неприемлемости кинематического описания движения как такового[17];
5. отказ от классической интерпретации координаты x в уравнении движения[18];
6. использование переходных величин (англ. transition quantities) вместо потерявших значение координат[19];
7. нахождение связи переходных величин с наблюдаемыми интенсивностями спектральных линий[20];
8. формулировка квантовой механики исключительно в терминах наблюдаемых величин[21];
9. формулировка правил умножения квантовых наблюдаемых, которые позже были интерпретированы в виде правил произведения матриц[22];
10. формулировка правил квантования;
11. существование основного состояния квантовой системы[23].

Результат полученный Гейзенбергом для энергии гармонического осциллятора содержал энергию нулевых колебаний, которые обнаружил Р. Милликен за полгода до публикации его статьи. Непоследовательность теории Бора с воображаемыми классическими траекториями оказалась несогласованной с комбинационным принципом Ритца, как показал Гейзенберг. Статья заложила основу матричной механики, позже развитой М. Борном и Паскуалем Йорданом. Когда М. Борн прочитал статью, он понял, что формулировку Гейзенберга можно переписать на математически строгом языке матриц. М. Борн с помощью своего помощника и бывшего ученика П. Йордана немедленно переписал в новой форме, и они представили свои результаты для публикации. М. Борн сформулировал квантовые условия Гейзенберга в современной форме соотношения неопределённости {\displaystyle {\textbf {pq}}-{\textbf {qp}}={\frac {h}{2\pi i}}{\textbf {1}}\,,} где 1 — единичная матрица. М. Борн назвал Гейзенберга «талантливым невеждой» из-за его незнания математического аппарата матриц, но способности открыть его заново. Их рукопись была получена для публикации всего через 60 дней после статьи Гейзенберга. Последующая статья всех трёх авторов, расширяющая матричную механику до нескольких измерений, была представлена к публикации до конца года.
Несмотря на основополагающий вклад в создание современной квантовой теории, статья Гейзенберга трудна для восприятия: например, С. Вайнберг говорил, что так и не смог понять мотивацию некоторых математических переходов автора. Э. Ферми также не смог разобраться с квантовой механикой основываясь на работе Гейзенберга и изучал её на основе теории Э. Шрёдингера. Н. Бор высоко оценил формализованную математически связь результатов Гейзенберга с принципом соответствия.